# HD 166103
HD 166103，又名BD-13 4863，SAO 161125、HR 6785，是一颗恒星，视星等为6.39，位于銀經15.79，銀緯2.67，其B1900.0坐标为赤經18h 4m 2.7s，赤緯-13° 2.67′ 4″。